# AC Libertas
AC Libertas (Associazione Calcio Libertas ) is de oudste voetbalclub in San Marino. De club komt uit Borgo Maggiore. Het eerste team speelt in de Campionato Sammarinese.

## Erelijst
Landskampioen
in 1996
Tornei estivi
Winnaar in: 1937, 1950, 1954, 1958, 1959, 1961
Coppa Titano
Winnaar in: 1987, 1989, 1991, 2006, 2014
Trofeo Federale
Winnaar in: 1989, 1992, 1996

## In Europa
Uitslagen vanuit gezichtspunt AC Libertas
| Seizoen                                                    | Competitie    | Ronde | Land                           | Club               | Totaalscore | 1e W    | 2e W    | PUC |
| ---------------------------------------------------------- | ------------- | ----- | ------------------------------ | ------------------ | ----------- | ------- | ------- | --- |
| 2007/08                                                    | UEFA Cup      | 1Q    | Vlag van Ierland               | Drogheda United    | 1-4         | 1-1 (T) | 0-3 (U) | 0.5 |
| 2012/13                                                    | Europa League | 1Q    | Vlag van Noord-Macedonië       | FK Renova Čepčište | 0-8         | 0-4 (U) | 0-4 (T) | 0.0 |
| 2013/14                                                    | Europa League | 1Q    | Vlag van Bosnië en Herzegovina | FK Sarajevo        | 1-3         | 0-1 (U) | 1-2 (T) | 0.0 |
| 2014/15                                                    | Europa League | 1Q    | Vlag van Bulgarije             | Botev Plovdiv      | 0-6         | 0-4 (U) | 0-2 (T) | 0.0 |
| Totaal aantal behaalde punten voor UEFA coëfficiënten: 0.5 |               |       |                                |                    |             |         |         |     |

Zie ook
- Deelnemers UEFA-toernooien San Marino
- Ranglijst van alle clubs die in de diverse Europa Cups zijn uitgekomen

## Bekende (oud-)spelers
- Giulio Casali

SP Cailungo · 
SS Cosmos · 
FC Domagnano · 
SC Faetano · 
SP La Fiorita · 
FC Fiorentino · 
SS Folgore/Falciano · 
AC Juvenes/Dogana ·
AC Libertas ·  
SS Murata · 
SS Pennarossa · 
SP Tre Fiori · 
SP Tre Penne · 
SS San Giovanni · 
SS Virtus

Voormalig:
SP Aurora ·
GS Dogana ·
SS Juvenus